# فوکر وی.۳۹

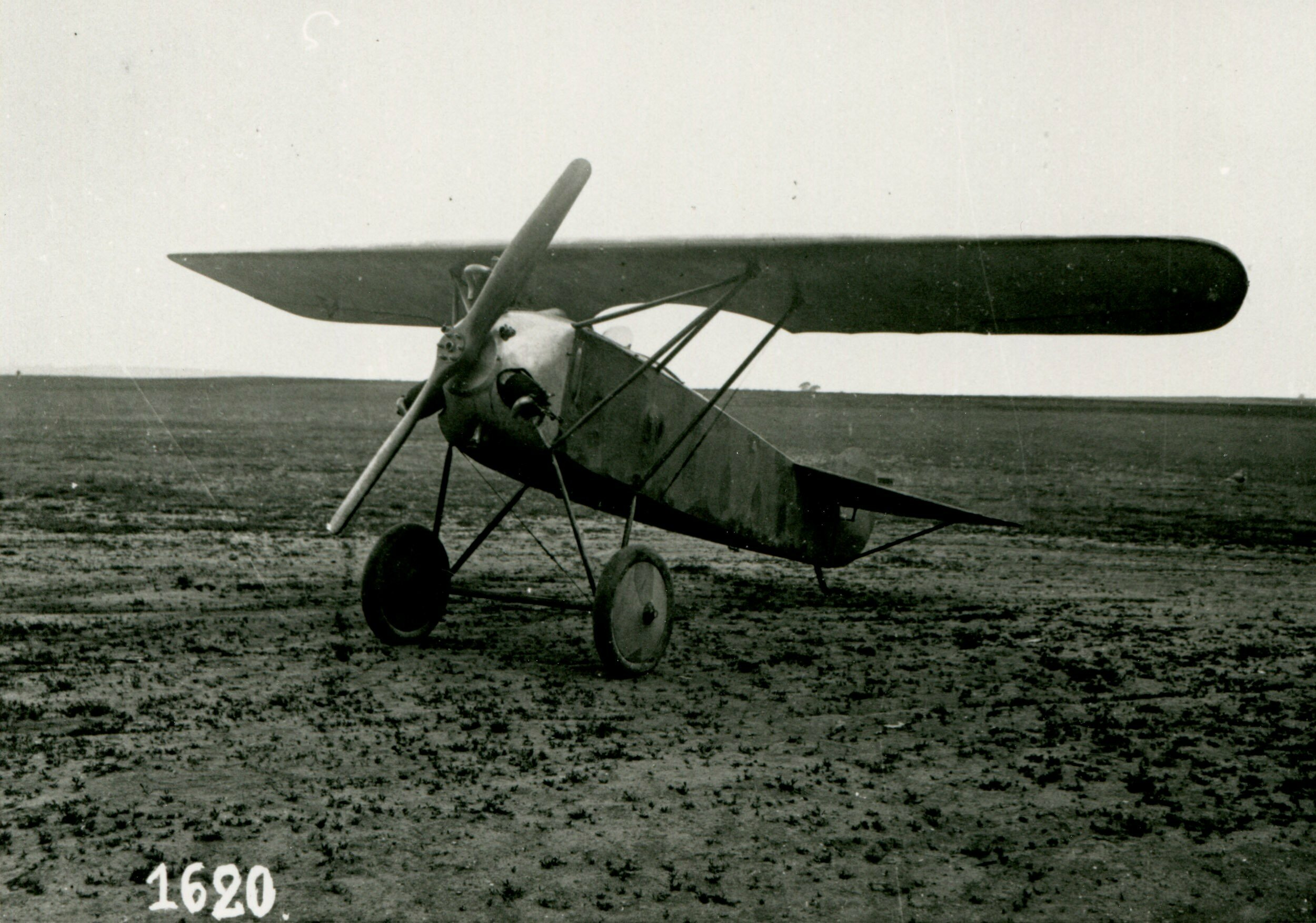
نمایی از هواپیمای فوکر وی.۴۰، نسخهٔ کوچک‌تر و سبک‌تر از وی.۳۹ / سال ۱۹۱۹

فوکر وی.۳۹ (انگلیسی: Fokker V.۳۹) هواپیمایی بود که مدتی پس از جنگ جهانی اول توسط آنتونی فوکر، بر اساس طرحی از فوکر دی.۸ ساخته شد. مدلی کوچکتر و سبکتر از آن نیز با نام وی.۴۰ ساخته شد.
نه وی.۳۹ و نه وی.۴۰، هیچ‌کدام هرگز وارد خط تولید نشدند